# 村田茂樹 (日本画家)
村田 茂樹（むらた しげき、1946年6月16日 - 2018年7月1日）は、京都出身の日本画家。

## 画歴
- 1946年 - 京都に生まれる
- 1968年 - 新制作協会展出品
- 1973年 - 創画展出品
- 1978年 - 小さな駅をテーマに個展（京都）
- 1980年 - 風景をテーマに個展（京都）
- 1982年 - 花をテーマに個展（京都）
- 1984年 - 研究グループ「横の会」結成
- 1990年 - 中国風景をテーマに個展（京都・東京・金沢）
- 1991年 - 北京の栄宝斎にて個展
- 1993年 - カレンダー原画にて個展（京都・福山）
- 1994年 - 魚をテーマに個展（京都）パリ、Galerie Point JALにて個展
- 1995年 - 手をテーマに個展（京都）
- 1996年 - 石をテーマに個展（京都・東京・福山）
- 1997年 - オリーブをテーマに個展（京都・東京・福山）
- 1998年 - やさいをテーマに個展（京都・東京・福山）
- 2000年 - きいろい花をテーマに個展（京都）
- 2001年 - アンネのバラをテーマに個展（福山）
- 2005年 - ホロコーストの遺品をテーマに個展（京都・富山・西条・福山）
- 2007年 - 雪山をテーマに個展（京都）
- 2009年 - ホロコーストの遺品をテーマに個展（千葉）
- 2018年 - 心筋梗塞のため死去[1]

## 作品
- 「夏・青い花」
- 「夏・白い花」
- 「冬林」
- 「道二題」
- 「樹間」
- 「樹」

### 私の出会ったホロコーストの遺品たち
- 「子どものくつ」
- 「アウシュビッツ収容所　焼却炉のレンガ」
- 「アウシュビッツで殺された赤ちゃんのセーター」
- 「ハンナのカバン」
- 「収容所の食器」
- 「アウシュビッツの鉄条網」
- 「ガス室で犠牲になったある中年女性の靴」
- 「テレジン収容所で作られたおもちゃの人形」
- 「アウシュビッツのレンガ」